# Полова зрялост
Половата зрялост или само зрялост е период от развитието на повечето организми, в това число и човека, последващ периода на детството и предхождащ периода на старостта. При хората преходният период между детството и началото на половата зрялост се обозначава като пубертет. Краят на периода на полова зрялост е силно разтеглен във времето и не може да бъде определен еднозначно. Условно може да се приеме, че настъпва с менопаузата при жените и андропаузата при мъжете.
Половата зрялост се характеризира с активиране на функцията на половите жлези (гонадите) и съществуване на биологична възможност за създаване на потомство.
Половата зрялост значително предхожда психическата, която е свързана с проявление на самостоятелност (независимост) и способност за поемане на отговорност.